# レッド・フォックス
レッド・フォックス（Redd Foxx,  1922年12月9日 - 1991年10月11日）は、アメリカ合衆国のコメディアン、俳優である。

## 来歴
1922年、ミズーリ州・セントルイスに生まれる。その後、シカゴへ移住。1939年にラジオの素人発掘番組へ出演したこともある。1950年代に入るとスタンダップ・コメディアンとしてキャリアをスタートさせ、歌手のダイナ・ワシントンから誘われロサンゼルスを拠点にナイトクラブなどのステージでコメディアンとしての才能を発揮。1960年あたりからテレビへの出演を始め、ノンクレジットながら出演した『夜が泣いている』で映画デビュー。その後、1970年にはゴッドフリー・ケンブリッジ主演のアクション・コメディ『ゴッドフリー・ケンブリッジ』で役名も付いて正式に映画デビューを果たした。
1972年にはシットコム、『Sanford and Son （原題）』の主演に抜擢され、タイトルロールでもあるフレッド・サンフォードを好演。同シリーズには135エピソード出演した。また同作品でのコミカルな演技が評価されて、1973年のゴールデン・グローブ賞のテレビ部門の最優秀男優賞を受賞している。その後も、1976年までに同賞には3度ノミネートされた。1986年にはその人気から『レッド・フォックス・ショー』というテレビ番組も製作され、パメラ・アドロンやシンバッドらが出演した。後のアフリカ系アメリカ人のコメディアンにも影響を与えたパイオニアとして知られており、影響を受けたコメディアンにはクリス・ロックやリチャード・プライヤーなどがいる。プライヤーとは、1989年に製作された『ハーレム・ナイト』でエディ・マーフィらととも共演も果たしている。また『Ray/レイ』でアカデミー主演男優賞を受賞した俳優でコメディアンのジェイミー・フォックスもレッドを尊敬する一人であり、苗字の綴りが「Foxx」と一緒なのも尊敬するレッド・フォックスにちなんだものだとインタビューで語っている。

### 私生活
これまで4度の結婚歴があり、3度目の結婚までは離婚に終わっていたが、最後に結婚した韓国系アメリカ人のKa Ho Choとはフォックスの死による死別だった。

### 死去
1991年、当時出演していたテレビシリーズ『The Royal Family』のセットで心臓発作で倒れ、そのまま帰らぬ人となった。68歳没。

## 出演作品

### 映画
- ロールスロイスに銀の銃 Cotton Comes to Harlem (1970)
- Norman... Is That You? (1976)
- The Krofft Comedy Hour (1978)
- My Buddy (1979)
- 天国から来たジャズマン Ghost of a Chance (1987) ※テレビ映画
- ハーレム・ナイト Harlem Nights (1989)
- Bob Hope's Cross-Country Christmas (1991)

### テレビドラマ
- バレンタインデー Valentine's Day (1964)
- Grady (1975)
- Sanford and Son (1972 - 1975)
- Sanford (1980 - 1981)
- レッド・フォックス・ショー The Redd Foxx Show (1986)
- ロイヤル・ファミリー The Royal Family (1991)